# Kamienica Piotra Hawermana w Warszawie
Kamienica Piotra Hawermana – kamienica znajdująca się w Warszawie przy ulicy Freta 27. 

## Opis
Budynek powstał w roku 1772 dla Piotra Hawermana - prezydenta Nowej Warszawy. Kamienica była wtedy dwupiętrowa. W latach 1910–1914 ówczesny właściciel Stanisław Drzewiecki dobudował cztery piętra, wobec czego sięgnęła wysokości siedmiu kondygnacji. W roku 1946 została rozebrana, lecz w roku 1955 doczekała się rekonstrukcji, odzyskała wtedy parter i dwa piętra.